# Morgan Escaré
Morgan Escaré (* 18. Oktober 1991 in Perpignan) ist ein französischer Rugby-League-Spieler. Er spielt in der Super League für die Dragons Catalans.

## Karriere
Escaré hatte sein Super-League-Debüt 2013 in Runde 8 gegen die Bradford Bulls, wo er den verletzten Brent Webb ersetzte. Im Laufe der Saison legte er 19 Versuche in 20 Spielen und nahm mit Frankreich an der Rugby-League-Weltmeisterschaft teil. Er schaffte es mit Frankreich bis ins Viertelfinale, wo man sich England geschlagen geben musste und legte einen Versuch gegen Samoa.
2014 legte er 28 Versuche in 31 Spielen, womit er nach Joel Monaghan der Spieler mit den meisten Versuchen war.